# Казковий під'їзд
Казковий під'їзд — колишня пам'ятка мистецтва у місті Київ. Знаходилася в житловому районі Троєщина за адресою: вул. Радунська, будинок 26, 13-й поверх.

## Історія
Автором композиції є київський економіст і художниця-аматор Тетяна Пика. Щоб урізноманітнити обстановку багатоповерхового житлового будинку, вона почала оформляти стіни під'їзду, де розташована її квартира, фігурами казкових істот і яскравими малюнковими композиціями. Робота почалася близько 2010 року і тривала 5 років.
У листопаді 2017 р. було прийнято рішення про демонтаж пам'ятки через те, що власниця квартири продала її іншому власникові.

## Галерея

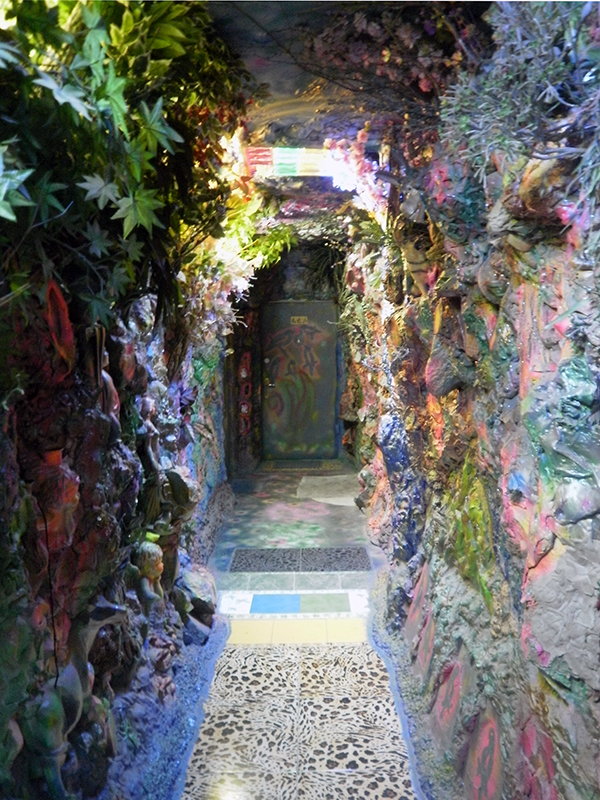
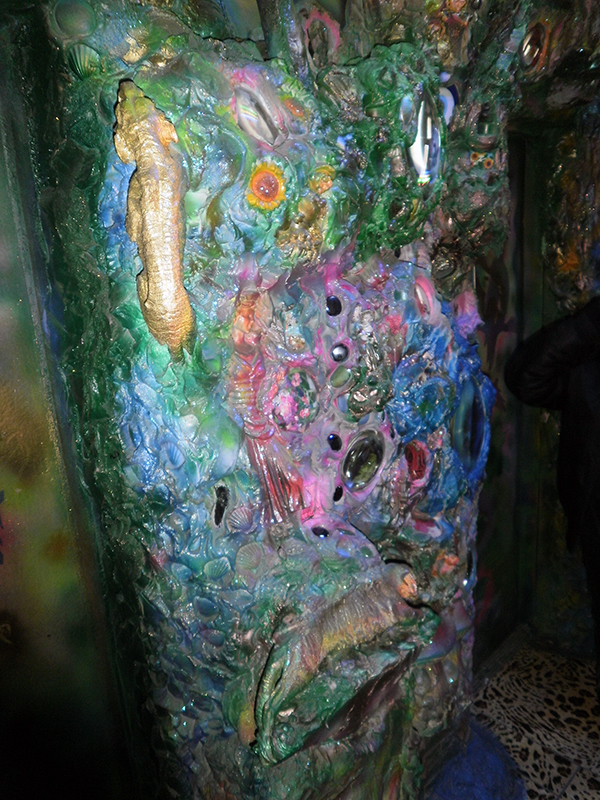
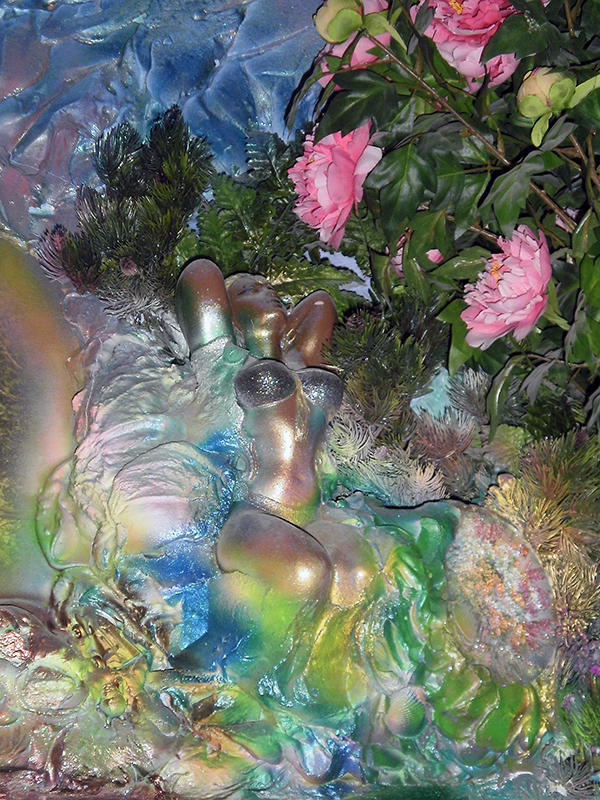
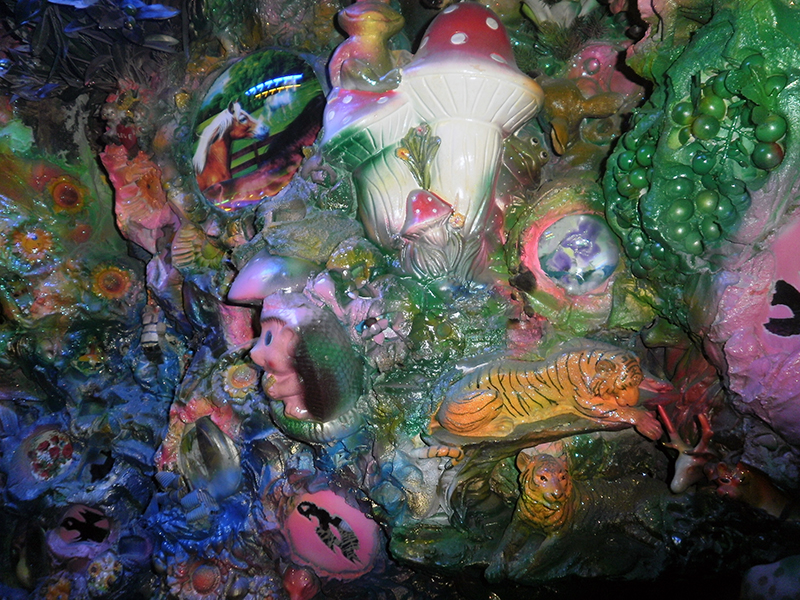
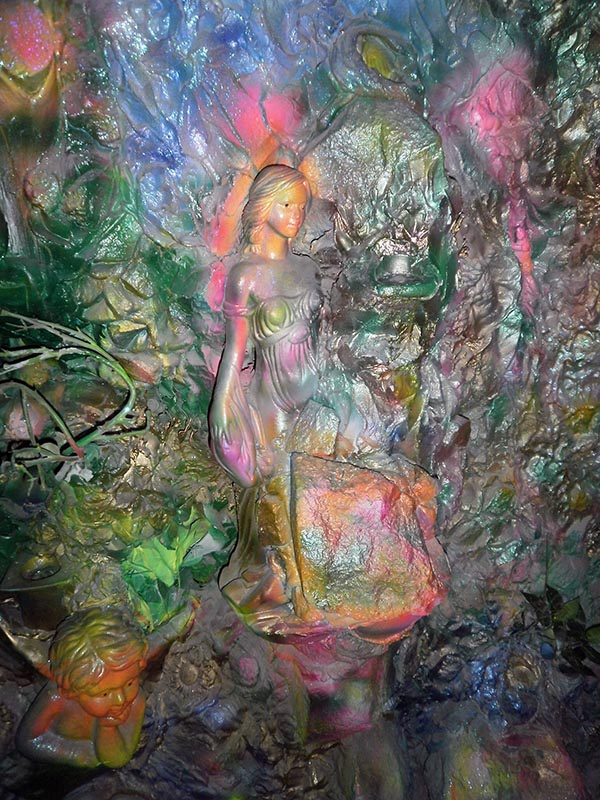
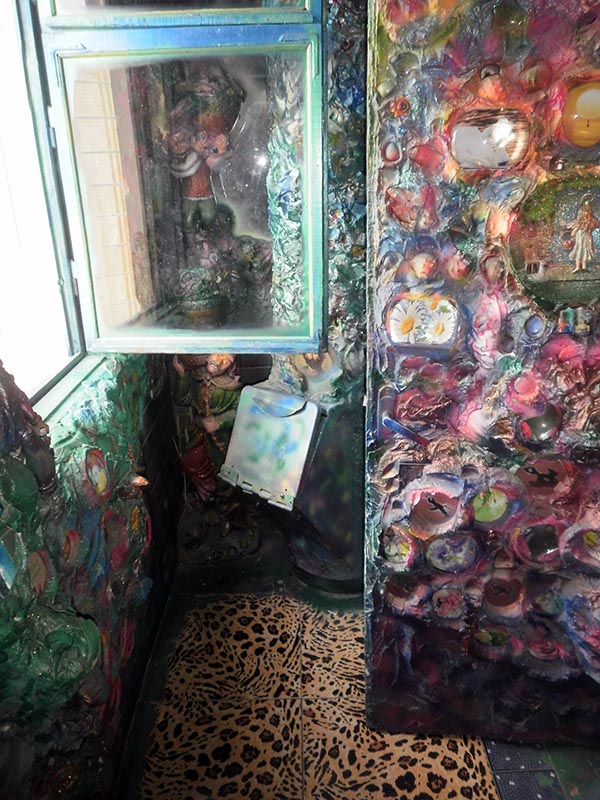
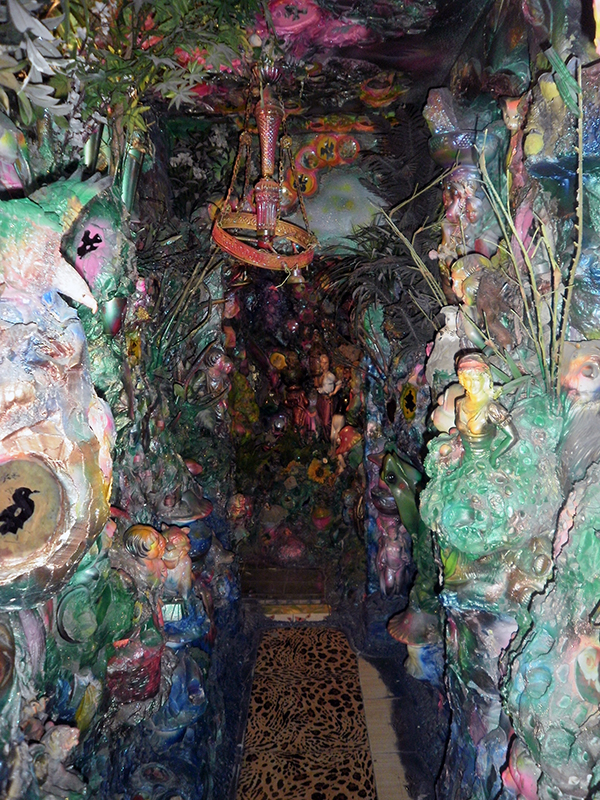
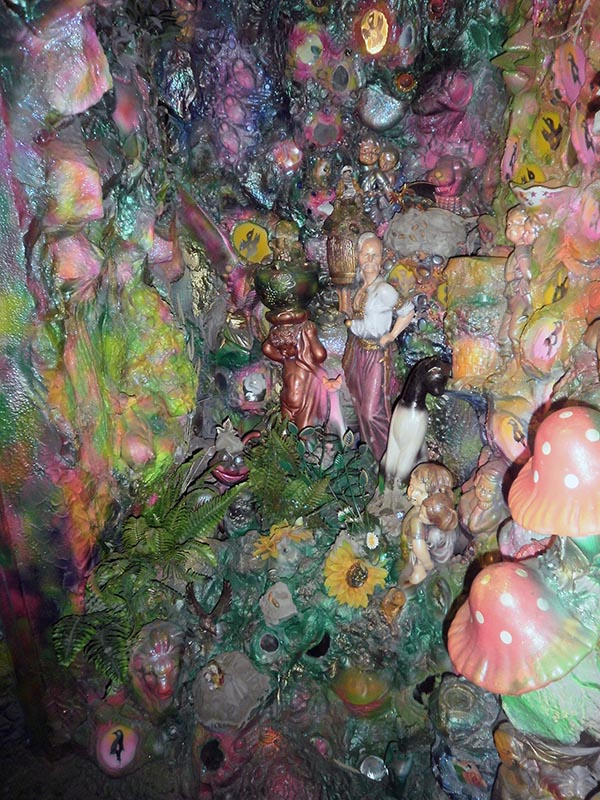
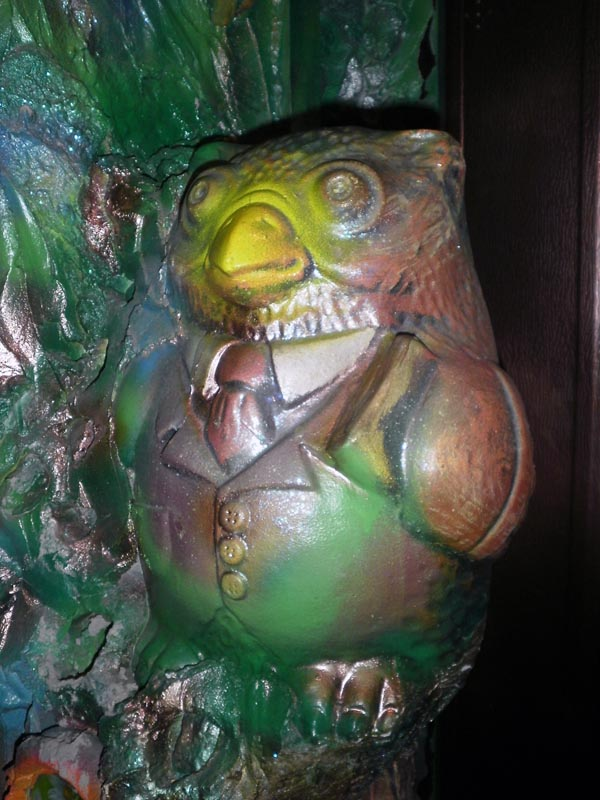
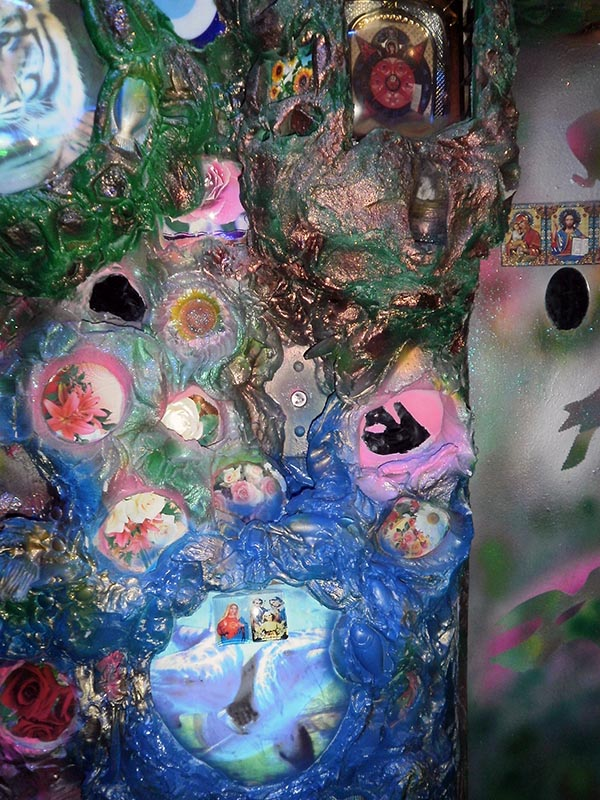